# Rivière-du-Loup (municipalité régionale de comté)
 (novembre 2024).
Si vous disposez d'ouvrages ou d'articles de référence ou si vous connaissez des sites web de qualité traitant du thème abordé ici, merci de compléter l'article en donnant les références utiles à sa vérifiabilité et en les liant à la section « Notes et références ».
Pour les articles homonymes, voir Rivière du Loup.
Rivière-du-Loup est une municipalité régionale de comté (MRC) de la province de Québec, dans la région administrative du Bas-Saint-Laurent, créée le 1er janvier 1982. Son chef-lieu est la ville de Rivière-du-Loup. Elle est composée de 13 municipalités : une ville, six municipalités et cinq paroisses. Le mode de tenure des terres est majoritairement de propriété privée (85 %), alors que le territoire de propriété publique représente 15 % des terres louperiviennes.
Son préfet actuel (2010) est Michel Lagacé, aussi maire de Saint-Cyprien.

## Géographie

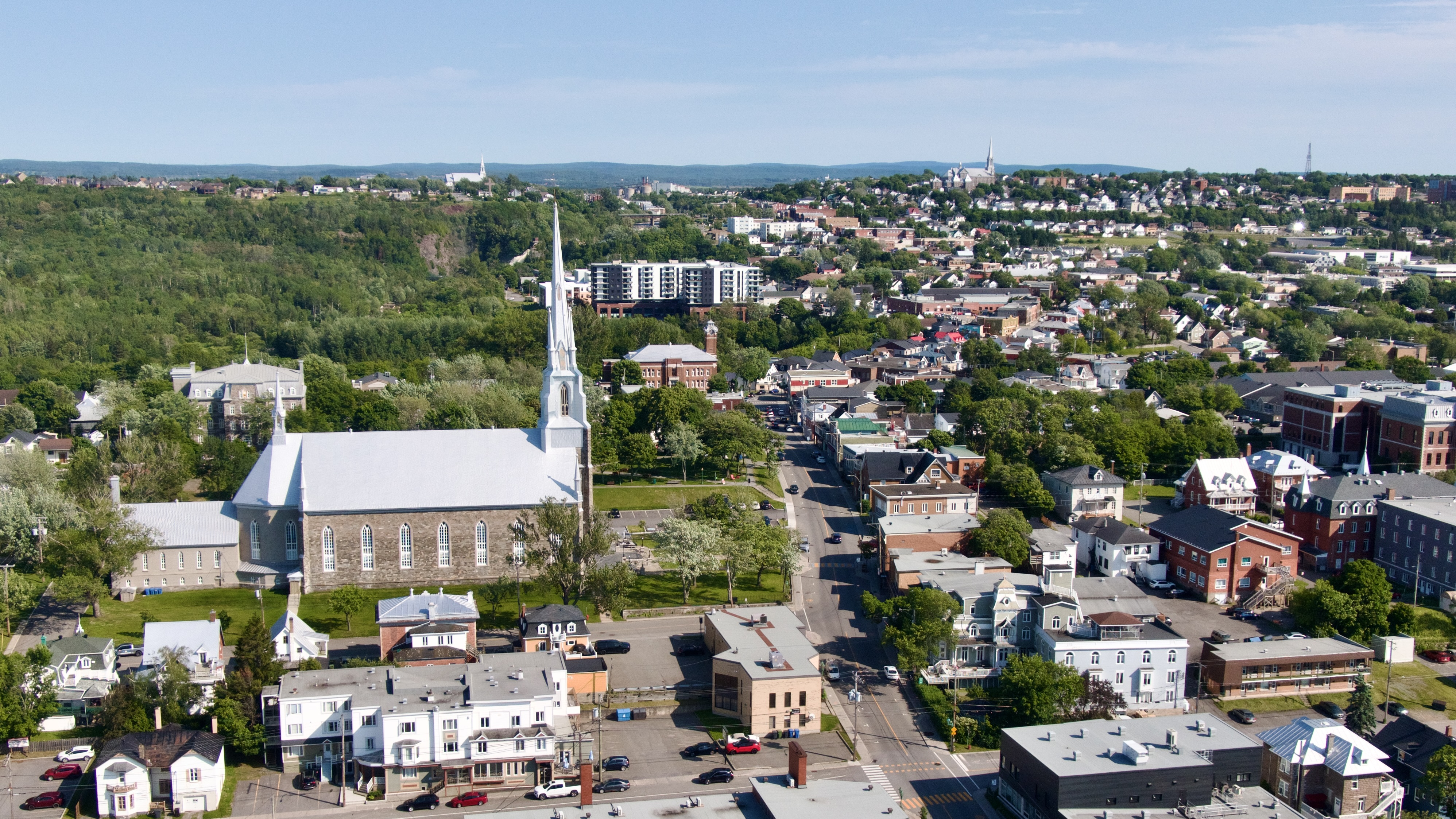
La ville de Rivière-du-Loup

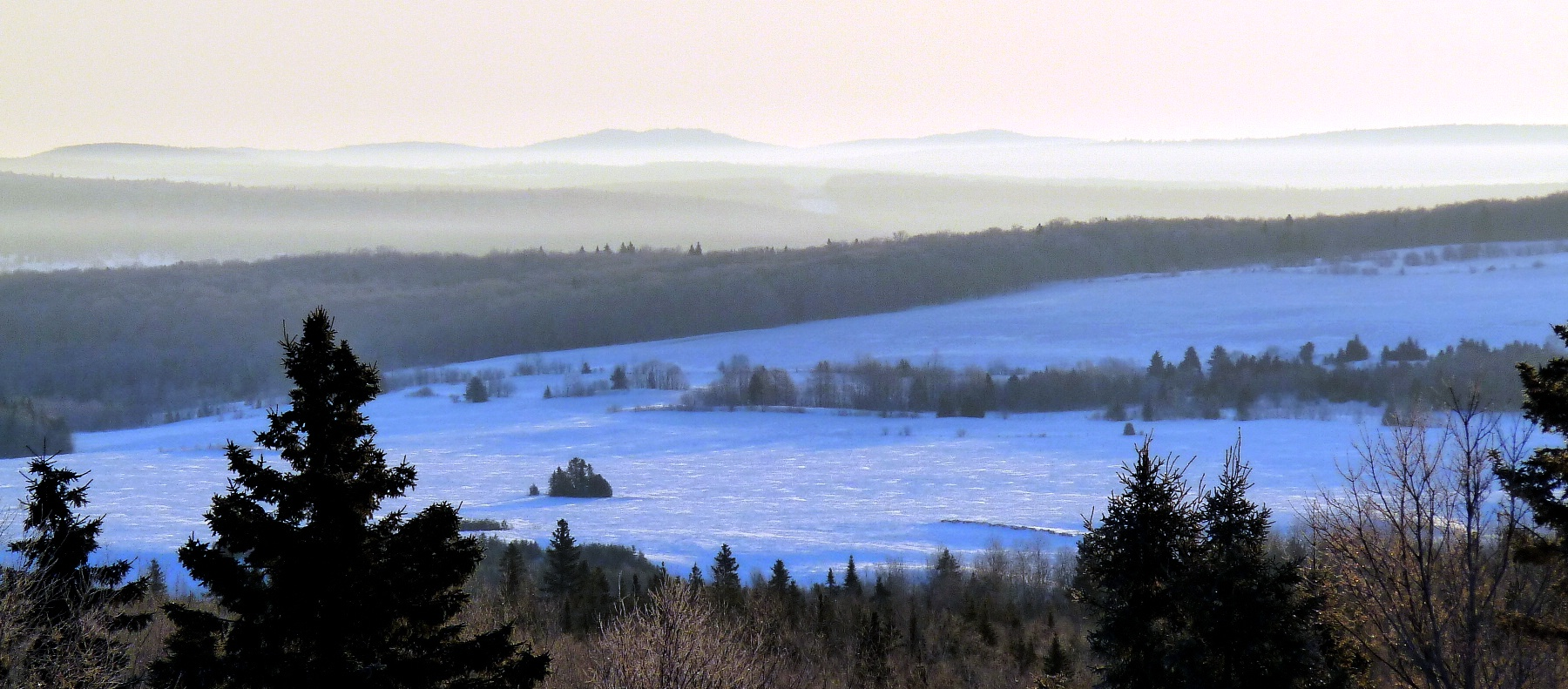
Saint-Cyprien

## Municipalités
La MRC est constituée de treize municipalités locales, dont une ville, quatre paroisses et huit municipalités. Les réserves indiennes de Cacouna et Kataskomiq (anciennement Whitworth), qui se trouvent sur le territoire de la municipalité régionale de comté, n'en font pas juridiquement partie et ne sont pas soumises à son autorité.
| Nom                             | Statut                   | Population 2021 | Superficie (km2) | Densité (h/km2) | Ref |
| ------------------------------- | ------------------------ | --------------- | ---------------- | --------------- | --- |
| Cacouna                         | Municipalité             | 1 848           | 173,7            | 10,64           |     |
| L'Isle-Verte                    | Municipalité             | 1 356           | 222              | 6,11            |     |
| Notre-Dame-des-Sept-Douleurs    | Municipalité de paroisse | 71              | 141,8            | 0,5             |     |
| Notre-Dame-du-Portage           | Municipalité             | 1 296           | 115,9            | 11,18           |     |
| Rivière-du-Loup                 | Ville                    | 20 118          | 138,4            | 145,36          |     |
| Saint-Antonin                   | Ville                    | 4 338           | 175,1            | 24,77           |     |
| Saint-Arsène                    | Municipalité de paroisse | 1 245           | 70,4             | 17,68           |     |
| Saint-Cyprien                   | Municipalité             | 1 078           | 140              | 7,7             |     |
| Saint-François-Xavier-de-Viger  | Municipalité             | 247             | 112,1            | 2,2             |     |
| Saint-Hubert-de-Rivière-du-Loup | Municipalité             | 1 412           | 198,6            | 7,11            |     |
| Saint-Modeste                   | Municipalité             | 1 180           | 112,1            | 10,53           |     |
| Saint-Paul-de-la-Croix          | Municipalité             | 313             | 85,9             | 3,64            |     |
| Saint-Épiphane                  | Municipalité             | 836             | 82,2             | 10,17           |     |
| Total                           | Total                    | 35 338          | 1 768,2          | 19,99           |     |

### Description du milieu physique
Les superficies forestières occupent 65 % du territoire de la MRC, les sols agricoles 27 % et les espaces urbanisés 6 %. Enfin, les espaces aquatiques couvrent 2 % de l’ensemble du territoire.
Le territoire se partage en deux grandes unités physiographiques : une zone de plaine littorale et la zone du plateau (géographie) appalachien. Entre ces deux unités s’intercale une zone de transition, appelée le piedmont, dont l’altitude varie approximativement de 100 à 300 mètres.
La première unité, la plaine littorale ou les basses terres du Saint-Laurent, correspond à une bande de terre parallèle au fleuve Saint-Laurent d’une largeur variant de 10 à 15 kilomètres. La topographie générale est plane et l’altitude varie de 3,5 à 180 mètres. À partir du fleuve, le modelé présente plusieurs paliers successifs qui s’élèvent jusqu’aux hautes terres des Appalaches. Les premiers niveaux des terrasses, entre 15 et 76 mètres, sont percés de rochers isolés appelés « monadnocks ».
La seconde unité physiographique, le plateau appalachien, occupe la plus grande partie de l’espace régional. Caractérisé par des sommets plats et tabulaires, le plateau appalachien s’apparente à un relief de collines qui s’étirent en longueur pour former les monts Notre-Dame. L’arrière-pays de Rivière-du-Loup se caractérise par une topographie ondulée, parfois accidentée dont l’aspect général est un plateau raboteux dont les altitudes vont de 200 à 500 mètres, entrecoupé de vallées et de dépressions plus ou moins profondes.

## Historique de l’occupation du territoire
Les premiers occupants du territoire sont bien sûr les autochtones, alors que leur présence remonte à plusieurs millénaires. Le territoire était alors un lieu de passage entre la vallée du Saint-Laurent et les maritimes.
C’est par le Fleuve Saint-Laurent, porte d’entrée maritime du territoire, que les premiers arrivants européens touchent le sol de l’actuelle MRC de Rivière-du-Loup. Bien que Jacques Cartier relate avoir passé par la région en 1535, ce sont les marins basques qui sont les premiers à occuper le territoire au début du XVIIe siècle, installés de façon saisonnière à l’embouchure du Saguenay. Ceux-ci sont également présents à L'Isle-Verte et à Cacouna afin de faire du troc avec les amérindiens et de pratiquer la pêche à la baleine et au loup-marin.
Comme dans une bonne partie du Québec, c’est le régime seigneurial qui orientera l’établissement des premiers peuplements sédentaires au Bas-Saint-Laurent. Bien qu’un certain nombre de seigneuries (entre 3 et 5, selon les sources) sont concédées entre 1672 et 1684 sur le territoire de la MRC de Rivière-du-Loup, celles-ci ne font pas l’objet d’une intense mise en valeur pendant toute la durée du régime français. À la différence de ce qu’on observe dans les seigneuries situées à l’ouest de Kamouraska, aucune exploitation commerciale des ressources ne se fait sur les seigneuries du territoire et très peu de familles viennent s’y établir.
Malgré cela, tout au long du XVIIIe siècle, c’est la seigneurie de Villeray sur le territoire de l'actuelle municipalité de L'Isle-Verte qui semble se développer la plus rapidement. Dès 1713, le nombre de colons y est suffisant pour justifier la fondation de la mission catholique de Saint-Jean-Baptiste-de-L’Isle-Verte. En 1738, on érige un tout premier moulin à farine sur la rivière du Petit-Sault (sur le site de l’actuel moulin du Petit-Sault), signe que la production agricole n’est déjà plus négligeable. Plus à l’ouest, dans les seigneuries du Parc (Cacouna) et de Rivière-du-Loup, la colonisation est plus lente. Les premiers agriculteurs de Cacouna arrivent en 1721 et ce n’est qu’en 1798 qu’ils sont assez nombreux pour justifier la fondation d’une mission catholique. À Rivière-du-Loup, la population n’est que de 68 habitants en 1765 et ce n’est qu’en 1792 qu’une première messe y est célébrée.
Ces premières colonies survivent notamment grâce aux ressources maritimes (phoque, anguilles, morues etc.). D’ailleurs, à cette époque, c’est le Fleuve qui constitue la seule et unique voie de communication. Ce n’est qu’à partir de 1783 qu’une véritable route relie le territoire de la MRC aux autres régions. Cette route, le chemin du Portage, relie Rivière-du-Loup à la vallée du fleuve Saint-Jean et à l’Acadie, inaugurant ainsi le rôle de nœud de communication que conservera cette ville jusqu’à aujourd’hui.

### Une terre d'accueil pour les colons en provenance de la Côte-du-Sud
C’est au début du XIXe siècle, que le développement du territoire de la MRC de Rivière-du-Loup prend réellement son envol. La plupart des bonnes terres cultivables étant déjà défrichées en Côte-du-Sud, le territoire voit affluer des dizaines de familles de colons en provenance de cette région à la recherche de nouvelles terres. Alors qu’en 1775 il n’y a déjà plus de place sur le littoral, cet afflue entraîne l’ouverture de nouveaux rangs à l’intérieur des terres. C’est à L’Isle-Verte, pôle de peuplement le plus ancien, que ce mouvement s’amorce : les premières familles s’établissent sur le rang de la Montagne à partir de 1782. Vers 1810, à l’échelle du territoire de la MRC, on retrouve déjà près de 60 habitations sur la 3e rangée de concessions et près d’une trentaine sur la 4e.
Les 3 missions du littoral atteignent à peu près en même temps un niveau de développement suffisant pour justifier le statut de paroisse : l’érection canonique de la paroisse de Saint-Georges-de-Cacouna remonte à 1825, celle de Saint-Jean-Baptiste-de-l’Isle-Verte à 1828, alors que la création de Saint-Patrice-de-Rivière-du-Loup date de 1833. Le mouvement de colonisation s’accélérant, une première paroisse est érigée à l’intérieur des terres à peine 13 ans plus tard (Saint-Arsène, 1846).

### Une région marquée par la villégiature

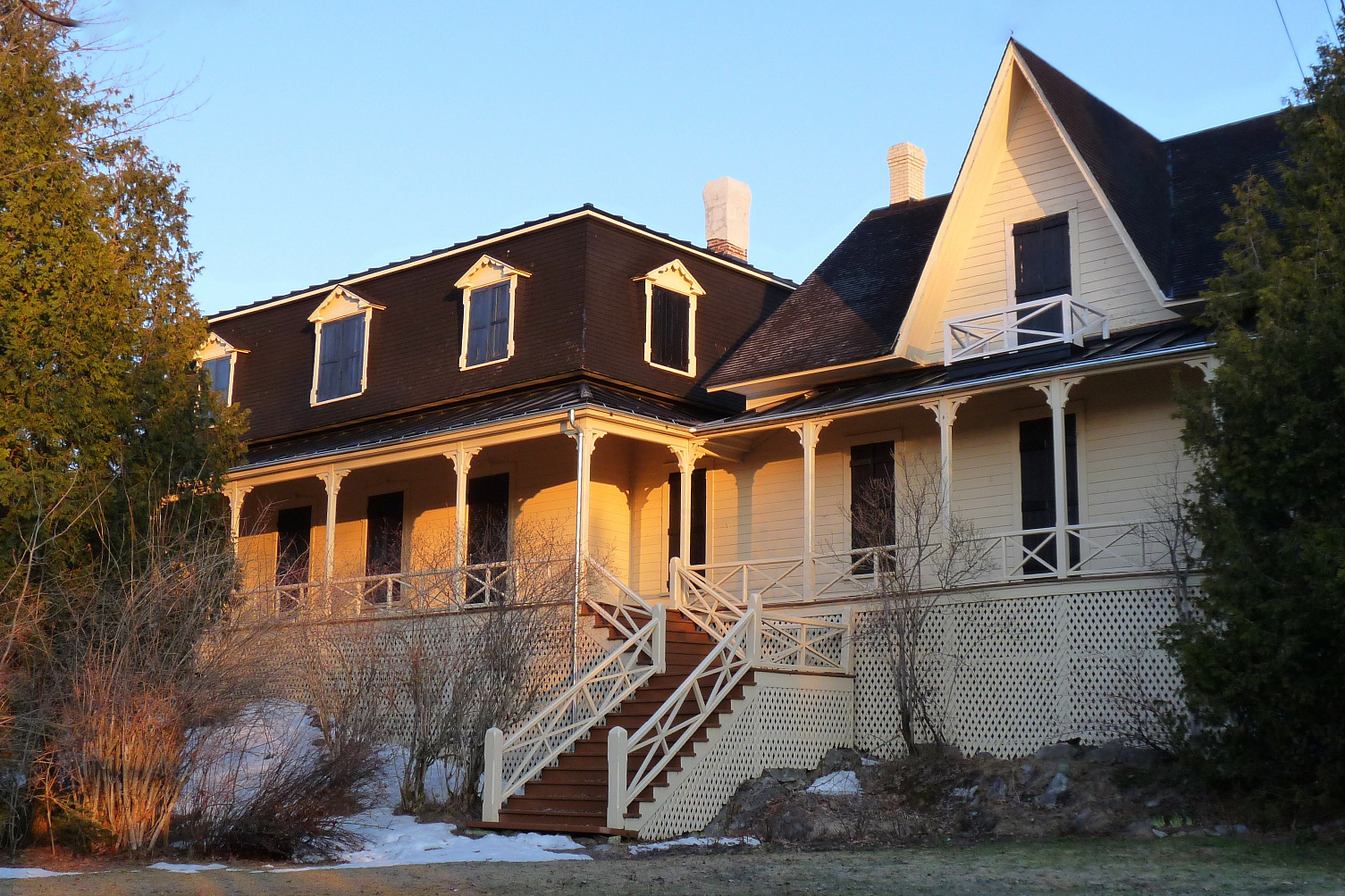
La maison d'été de John A. MacDonald.

Alors que la pêche, l’agriculture et, dans une moindre mesure, l’exploitation forestière, sont les principaux domaines d’activité économique depuis le début de la colonisation (près de 75 % des habitants de la seigneurie de Rivière-du-Loup sont agriculteurs en 1831), une toute nouvelle industrie fera rapidement son apparition dans la région : le tourisme. La bourgeoisie urbaine de Montréal et de Québec qui cherche à fuir la chaleur accablante des villes en été s’entiche de la région à partir des années 1840. Ce sont l’air frais et salin et les paysages qui attirent les villégiateurs à Notre-Dame-du-Portage, Cacouna et Fraserville. Le mouvement entraîne la construction de nombreuses villas luxueuses et des hôtels, comme le St. Lawrence Hall de Cacouna construit en 1863 et qui comportait 600 chambres. En 1873, Fraserville, est nommée capitale estivale du Canada en raison de la présence pendant la période estivale de deux premiers ministres canadiens, Sir John A. Macdonald et le Très Honorable Louis St-Laurent, de même que de certains membres de leur cabinet.

### Un développement économique et démographique inégal sur le territoire

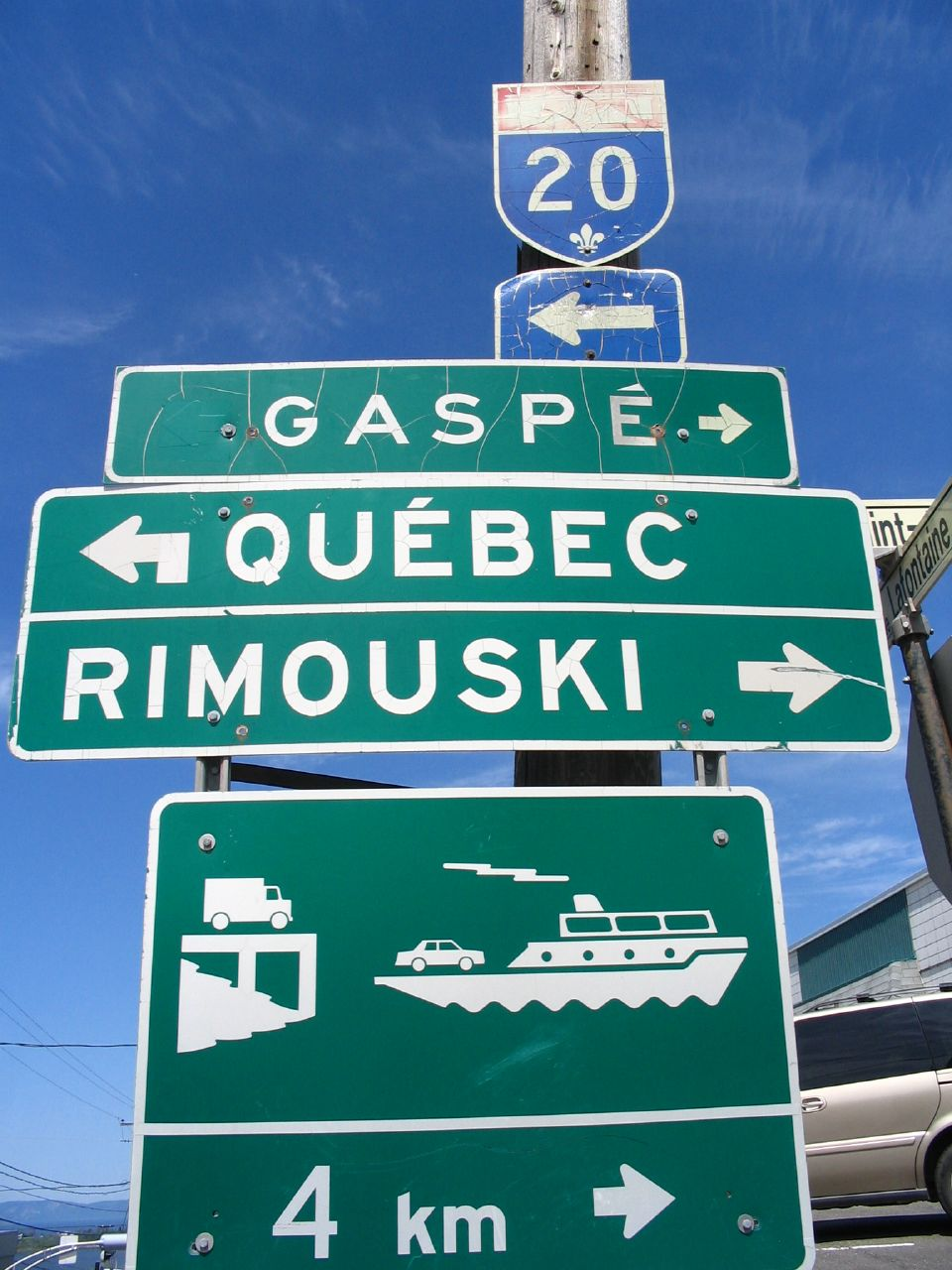
La situation géographique de la MRC a fait de cette région un point de passage obligé entre Québec et la Gaspésie et les provinces maritimes depuis plus d'un siècle.

Jusqu’au milieu du XIXe siècle, deux villages se disputent le titre de chef-lieu régional : Fraserville (Rivière-du-Loup) et L’Isle-Verte. Aucun de ces deux pôles ne se démarque nettement de l’autre du point de vue économique ou démographique. En 1859, c’est l’Isle-Verte qui est choisi pour accueillir le palais de justice (cour de circuit). Cette même année, cependant, une décision est prise qui fera définitivement de Rivière-du-Loup le principal pôle urbain de la région : c’est en effet cette municipalité qui sera choisie pour l’implantation du terminus du chemin de fer du Grand Tronc. Il semblerait que l’influence du maire de l’époque ait joué en faveur de Fraserville. La construction de l’Intercolonial en 1876 et du chemin de fer du Témiscouata, en 1889, tous reliés à Fraserville, confirment et affirment la vocation de nœud de communication que cette municipalité a depuis la construction du chemin du Portage en 1783. L’instauration d’un service de traversier sur le fleuve, et la construction de la route 185 puis des autoroutes 20 et 85 renforceront cette vocation jusqu’à aujourd’hui. À la fin du XIXe siècle, la présence de ce nœud ferroviaire apporte un très grand dynamisme économique à la ville et contribue à y attirer des entreprises industrielles. Il faut dire que les chutes sur la rivière du Loup à la hauteur de Fraserville offrent un grand potentiel hydraulique et fournit l’énergie nécessaire à l’industrie. On trouve à Fraserville, début du XXe siècle, un atelier de réparation de wagons et de locomotives. En quelques décennies, Fraserville qui compte 5 000 habitants en 1900, est devenue une petite ville industrielle prospère, de loin le principal pôle économique de l’est du Québec.
Pendant ce temps, l’économie des paroisses rurales connaît une certaine stagnation. L’agriculture, sur les terres de la plaine littorale (laquelle est entièrement défrichée) n’arrive plus à faire vivre les familles nombreuses. Malgré l’ouverture de nouvelles paroisses sur le piedmont des Appalaches (Saint-Épiphane, 1870 ; Saint-Paul-de-la-Croix, 1870; Saint-François-Xavier-de-Viger, 1870) puis sur les hauts plateaux (Saint-Cyprien, 1878 ; Saint-Hubert, 1885), le territoire de la MRC devient une source d’émigration vers les États-Unis. Cette émigration est si importante lors de la décennie 1881-1891, qu’elle force même la fermeture de la paroisse de Saint-François-Xavier-de-Viger, en 1892. Cette paroisse ne sera rouverte qu’en 1978. Pendant toute la première moitié du XXe siècle, les paroisses rurales du territoire connaissent un développement économique modéré. Bien que la population du territoire continue de croître, elle est désormais moins rapide que la croissance naturelle (excédent des naissances sur les décès). Après avoir été une terre d’immigration entre 1830 et 1880, les paroisses rurales de la MRC de Rivière-du-Loup sont, dès 1880 et jusqu’à aujourd’hui, une terre d’émigration.

### Le sort des Malécites de Viger

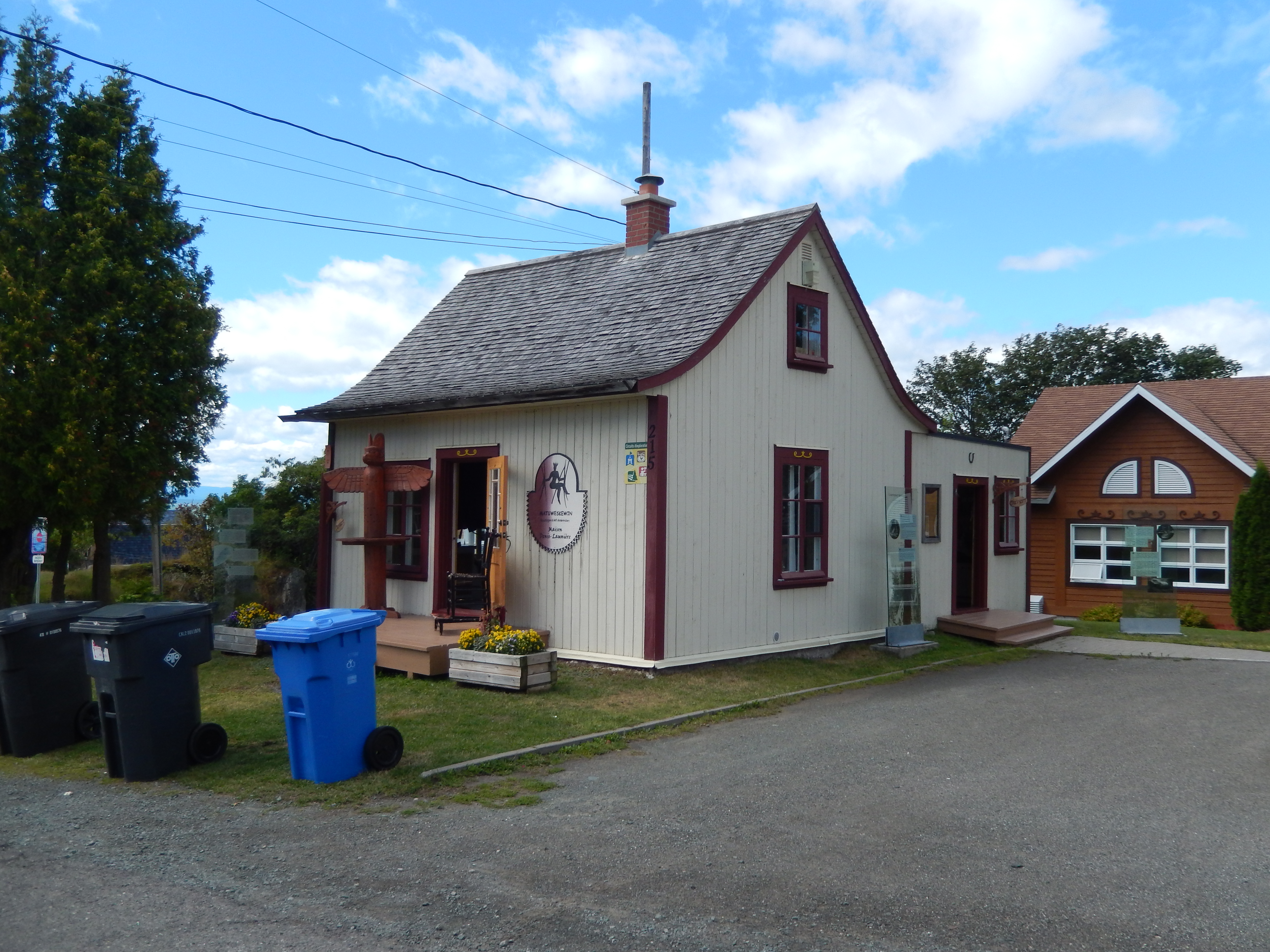
La maison Denis-Launière sur la réserve indienne de Cacouna

La période pendant laquelle la pression démographique s’accroît sur les terres agricoles du territoire est aussi une période de grands bouleversements pour les autochtones de la région. Présents depuis des milliers d’années, les Malécites ont toujours été des nomades vivant essentiellement de la chasse, de la pêche et du commerce avec les autres nations. Le gouvernement et le clergé souhaitant sédentariser cette population, une réserve est créée pour eux en 1827 sur le territoire de l’actuelle municipalité de Saint-Épiphane. Fait singulier, cette réserve est orientée sur les points cardinaux, désaxées de près de 45 degrés par rapport à l’orientation générale des terres concédées jusqu’alors.
Voyant que les autochtones peinent à s’établir sur place et à mettre en valeur le potentiel agricole de la réserve, les habitants des paroisses voisines, à l’étroit sur des terres parfois peu productives, font pression sur le gouvernement pour que la réserve soit abolie. En 1869, les terres de la réserve sont retirées aux Malécites et remises à l’Église pour qu’elle les redistribue aux colons de la région, après un redécoupage cadastral. Se retrouvant sans réserve, les Malécites qui y vivaient toujours retournent à Cacouna où la présence de leurs ancêtres remonte à plusieurs générations. En 1891, le gouvernement finit par leur acheter un petit bout de terre (0.18 hectares) sur le pointe de Cacouna, en bordure du fleuve. Ce lieu n’a jamais été habité que par quelques familles. Aujourd’hui, on compte toujours une réserve malécite à cet endroit, mais le peuple est dispersé et n’y vit plus.

### Consolidation urbaine et déclin rural

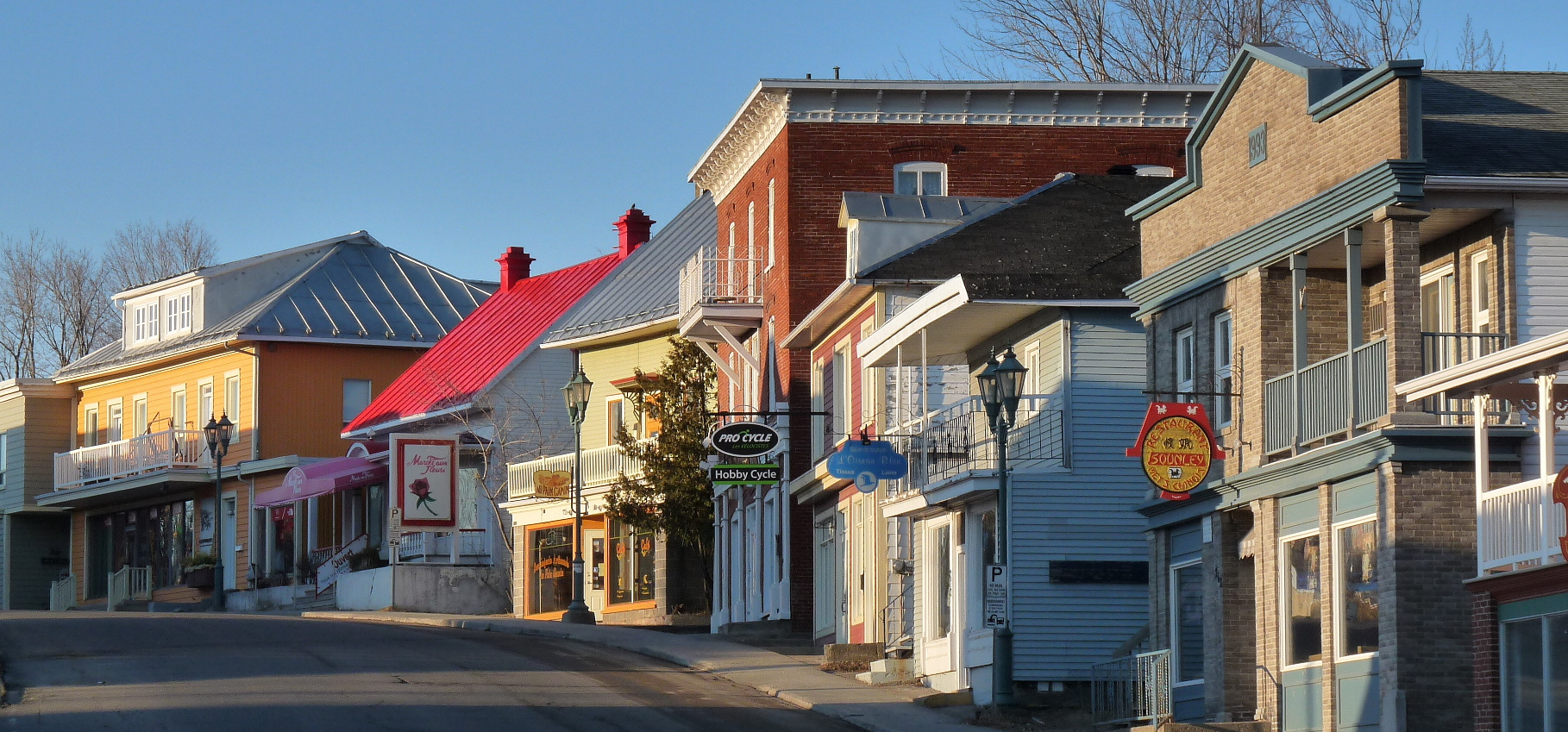
La rue Lafontaine à Rivière-du-Loup

Le XXe siècle bouleverse en profondeur la dynamique de l’occupation du territoire de la MRC. Malgré le profond déclin des activités liées au chemin de fer et la relative stagnation de l’économique de Rivière-du-Loup, cette ville va continuer d’accaparer la majeure partie de la croissance démographique. Bien qu’elle perde son rôle de «métropole» du Bas-Saint-Laurent au profit de Rimouski, Rivière-du-Loup continue de se développer en « misant de plus en plus sur les activités commerciales et tertiaires : déjà établie depuis longtemps comme centre de distribution et de commerce de gros pour l’est du Québec et les Maritimes, elle consolide son contrôle du commerce de détail et des services privés ou publics pour sa région immédiate ».
Parallèlement au développement de Rivière-du-Loup et de sa proche couronne, s’amorce, à partir de 1960, un important déclin démographique des municipalités rurales du territoire. Ce déclin s’explique notamment par les transformations profondes que connaissent les activités agricoles et forestières à partir de cette époque : mécanisation des travaux en forêt et dans les champs, consolidation des fermes, abandon des terres les moins fertiles etc. Ainsi, en 45 ans, la part des municipalités rurales dans la population de la MRC a diminué pratiquement de moitié, passant de 38 % en 1961 à 20 % en 2006.

## Démographie

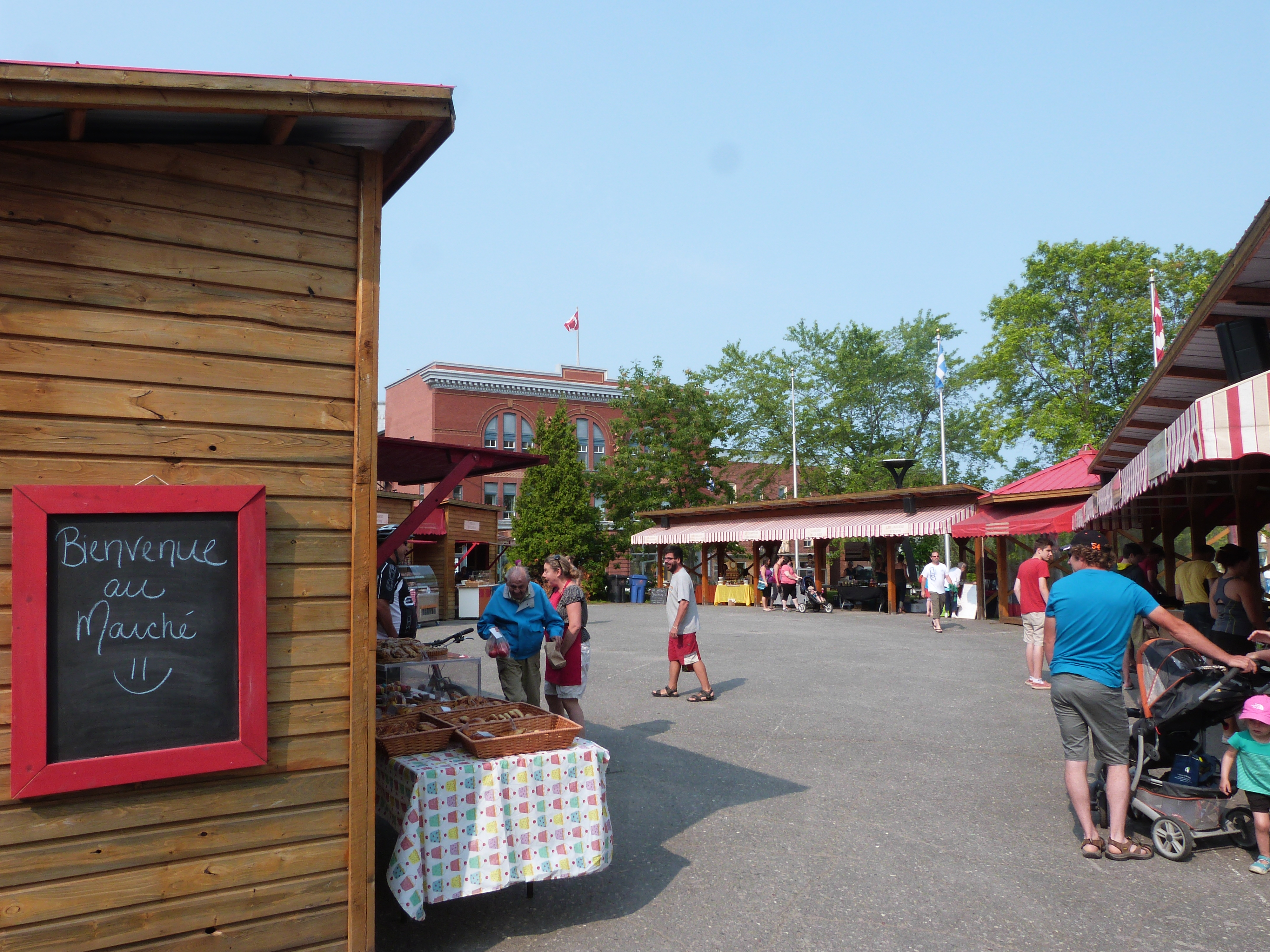
Le marché public Lafontaine à Rivière-du-Loup

La MRC de Rivière-du-Loup est la seule MRC du Bas-Saint-Laurent, avec la MRC de Rimouski-Neigette, à avoir connu une croissance démographique ininterrompue pendant la période 1951-2001. Cette croissance est due en majeure partie, voire exclusivement, au dynamisme de l'agglomération de Rivière-du-Loup. Bien que la population de la MRC ait passé de 25 480 habitants en 1951 à 34 375 habitants en 2011, le poids de la population de la MRC dans le total québécois a diminué pendant la même période, passant de 0,63 % à 0,44 %.
| Année | Population MRC de Rivière-du-Loup | Population Québec | Part (%) MRC/Québec. |
| ----- | --------------------------------- | ----------------- | -------------------- |
| 1951  | 25 480                            | 4 055 681         | 0,63                 |
| 1961  | 27 284                            | 5 259 211         | 0,52                 |
| 1971  | 28 367                            | 6 137 306         | 0,46                 |
| 1981  | 31 165                            | 6 547 705         | 0,48                 |
| 1991  | 31 485                            | 7 064 586         | 0,45                 |
| 2001  | 31 826                            | 7 396 990         | 0,43                 |
| 2006  | 33 305                            | 7 651 531         | 0,44                 |
| 2011  | 34 375                            | 7 903 001         | 0,44                 |
| 2016  | 33 958                            | 8 164 361         | 0,42                 |

Comme le montre le tableau qui suit, la croissance démographique s'est répartie de manière très inégale sur le territoire de la MRC de Rivière-du-Loup. Alors que l'agglomération de Rivière-du-Loup est passée de 13 934 habitants en 1931 à 27 859 habitants en 2011 - une hausse de près de 107 % - les autres municipalités rurales du territoire ont toutes, sauf une, vu leur population diminuer sur la même période, à divers degrés. C'est pourquoi, l'agglomération de Rivière-du-Loup qui ne représentait que 59 % de la population totale de la MRC en 1931, regroupe aujourd'hui plus de 8 Louperiviens sur 10 (81,0 % de la population de la MRC en 2011).
| Municipalité                                | 1931   | 1941   | 1951   | 1961   | 1971   | 1981   | 1991   | 2001   | 2006   | 2011   | 2016   |
| ------------------------------------------- | ------ | ------ | ------ | ------ | ------ | ------ | ------ | ------ | ------ | ------ | ------ |
| Rivière-du-Loup                             | 9 569  | 9 808  | 10 676 | 12 205 | 14 419 | 16 340 | 17 210 | 17 772 | 18 586 | 19 447 | 19 507 |
| Notre-Dame-du-Portage                       | 558    | 583    | 611    | 628    | 629    | 1 106  | 1 163  | 1 172  | 1 262  | 1 193  | 1 151  |
| Saint-Antonin                               | 1 409  | 1 530  | 1 632  | 1 983  | 2 243  | 3 075  | 3 268  | 3 395  | 3 780  | 4 027  | 4 049  |
| Saint-Arsène                                | 1 167  | 1 190  | 1 237  | 1 311  | 1 198  | 1 190  | 1 181  | 1 156  | 1 151  | 1 253  | 1 230  |
| Cacouna                                     | 1 231  | 1 227  | 1 353  | 1 471  | 1 638  | 1 797  | 1 776  | 1 735  | 1 853  | 1 939  | 1 803  |
| Sous total Agglomération de Rivière-du-Loup | 13 934 | 14 338 | 15 509 | 17 598 | 20 127 | 23 508 | 24 598 | 25 230 | 26 632 | 27 859 | 27 740 |
| Saint-François-Xavier-de-Viger              | 500    | 600    | 665    | 648    | 555    | 422    | 318    | 294    | 277    | 256    | 245    |
| Saint-Hubert-de-Rivière-du-Loup             | 2 203  | 2 053  | 1 808  | 1 991  | 1 619  | 1 445  | 1 380  | 1 322  | 1 422  | 1 235  | 1 279  |
| Saint-Cyprien                               | 1 302  | 1 156  | 1 454  | 1 365  | 1 284  | 1 298  | 1 238  | 1 231  | 1 262  | 1 163  | 1 066  |
| Saint-Épiphane                              | 1 206  | 1 245  | 1 305  | 1 319  | 1 183  | 1 098  | 940    | 885    | 878    | 849    | 827    |
| Saint-Paul-de-la-Croix                      | 1 024  | 1 057  | 1 113  | 947    | 680    | 558    | 442    | 374    | 370    | 367    | 309    |
| L'Isle-Verte                                | 2 452  | 2 518  | 2 564  | 2 530  | 2 228  | 1 863  | 1 614  | 1 519  | 1 464  | 1 469  | 1 294  |
| Saint-Modeste                               | 694    | 758    | 802    | 691    | 581    | 771    | 871    | 890    | 942    | 1 128  | 1 162  |
| Notre-Dame-des-Sept-Douleurs                | 309    | 340    | 305    | 240    | 175    | 99     | 44     | 44     | 62     | 49     | 36     |
| Sous total municipalités rurales            | 9 690  | 9 727  | 10 016 | 9 731  | 8 305  | 7 554  | 6 847  | 6 559  | 6 677  | 6 516  | 6 218  |
| total MRC                                   | 23 624 | 24 063 | 25 480 | 27 284 | 28 367 | 31 165 | 31 485 | 31 826 | 33 305 | 34 375 | 33 958 |

Sources : recensements du Canada

## Le profil économique
La répartition sectorielle de l’emploi démontre que la MRC de Rivière-du-Loup possède une base économique appuyée sur le secteur primaire. À cet égard, la MRC peut être qualifiée de région ressource puisque quelque 1 500 emplois sont associés aux activités économiques primaires, soit 9,7 % des emplois de la MRC contre seulement 3,3 % à l’échelle du Québec, en 2001. Le secteur secondaire, qui comprend les activités de construction et de transformation, offre de l’emploi à 2 920 personnes, soit 18,3 % de la population active de la MRC. Finalement, le secteur tertiaire regroupe un peu plus de 70 % de la population active avec ses 11 450 emplois.

### L’exploitation de la tourbe
La tourbe de mousse de sphaigne est une richesse naturelle abondante dans le Bas-Saint-Laurent. L’importance des tourbières exploitées ces dernières années dans la MRC a permis le développement d’une expertise mondialement reconnue. En terme quantitatif, l’exploitation de la tourbe dans la région de Rivière-du-Loup représente 40 % de toute la production québécoise. Cette production est réalisée par une dizaine de producteurs dont le plus important au Canada.
Les tourbières constituent donc un véritable moteur économique régional. Elles sont aussi présentes dans les MRC de Kamouraska et de Rimouski-Neigette. Dans le territoire de la MRC de Rivière-du-Loup, outre l’extraction industrielle de la tourbe, on retrouve deux centres de recherche et de développement sur la tourbe, un à Saint-Modeste, l’autre à Rivière-du-Loup.

### Le tourisme

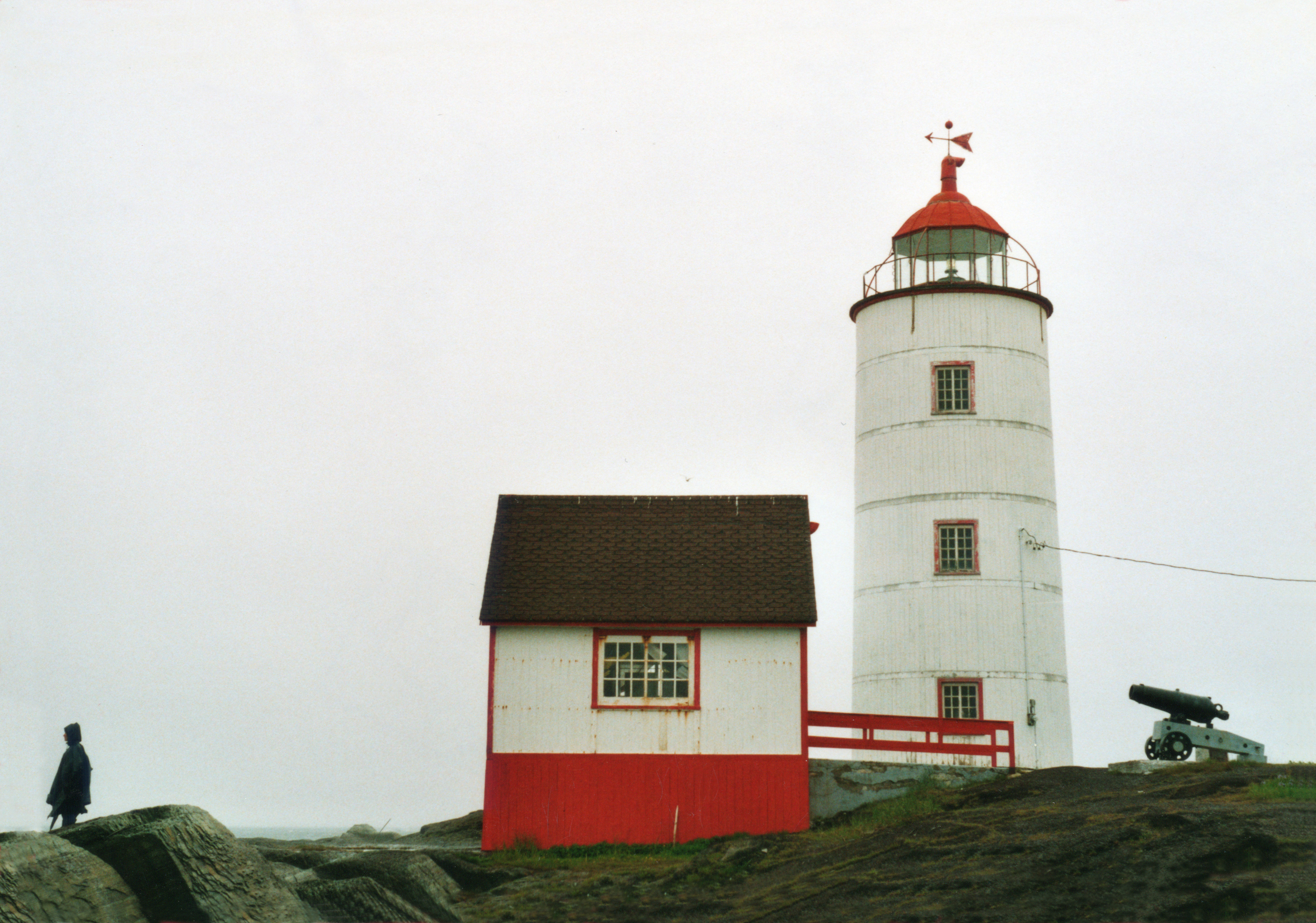
Le phare de l'Île Verte

L’industrie touristique constitue un apport économique considérable pour la région de Rivière-du-Loup. En 2001, près de 1 500 emplois permanents et saisonniers dépendaient uniquement du secteur de l’hébergement et de la restauration, soit 9,7 % de la population louperivienne. Cette industrie génère des retombées économiques de 10 millions de dollars annuellement.
La région a une capacité d’hébergement de plus de 1 000 chambres en hôtellerie, auxquelles se joignent plusieurs gîtes touristiques. Dans la ville de Rivière-du-Loup, on compte deux centres de congrès pouvant accommoder 1 800 congressistes.
L'offre touristique repose sur les croisières aux baleines, l’observation ornithologique sur les battures et le fleuve Saint-Laurent, les excursions sur les îles (Île Verte, Île aux Lièvres, Îles du Pot à l'Eau-de-Vie), les sentiers de motoneige, le parc linéaire du Petit-Témis et le patrimoine architectural.

## Climat

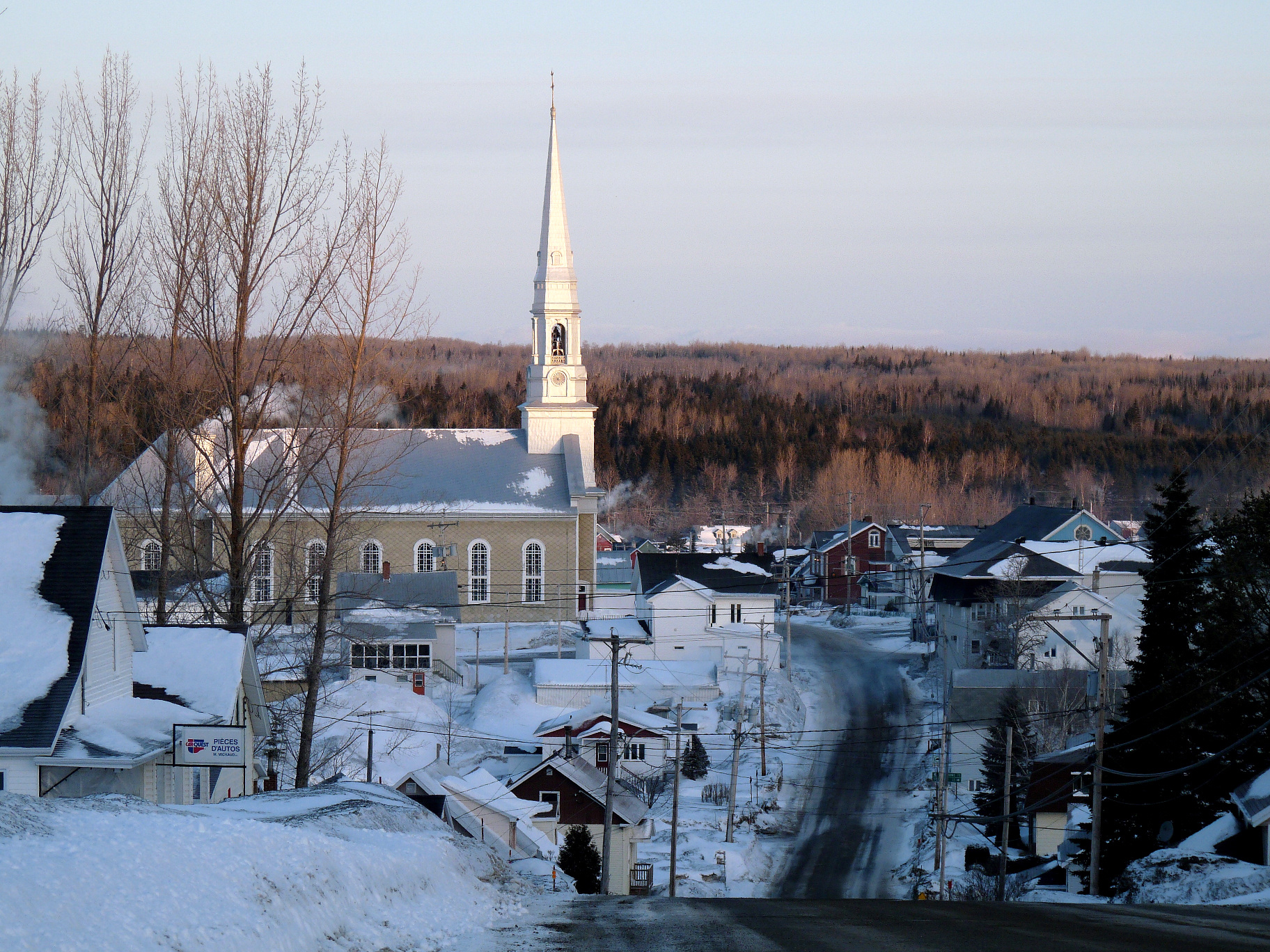
Saint-Hubert-de-Rivière-du-Loup en hiver

- Température record la plus froide : −34,0 °C (3 décembre 1980)
- Température record la plus chaude : 33,5 °C (19 juillet 1991)
- Nombre moyen de jours avec précipitations de neige dans l'année : 68
- Nombre moyen de jours de pluie dans l'année : 120

| Mois                              | jan.  | fév.  | mars | avril | mai  | juin | jui. | août | sep. | oct. | nov. | déc.  | année |
| --------------------------------- | ----- | ----- | ---- | ----- | ---- | ---- | ---- | ---- | ---- | ---- | ---- | ----- | ----- |
| Température minimale moyenne (°C) | −16,7 | −14,9 | −9   | −2    | 3,9  | 9,6  | 12,5 | 14,4 | 6,8  | 1,8  | −4   | −12,4 | −1,1  |
| Température moyenne (°C)          | −12,6 | −10,9 | −5,1 | 1,8   | 9,1  | 14,9 | 17,8 | 16,5 | 11,4 | 5,5  | −1   | −8,7  | 3,2   |
| Température maximale moyenne (°C) | −8,5  | −6,8  | −1,2 | 5,6   | 14,3 | 20,2 | 22,9 | 21,6 | 16   | 9,2  | 2    | −5,1  | 7,5   |
| Précipitations (mm)               | 78    | 62,1  | 66,6 | 68,9  | 89,6 | 87,1 | 92   | 97,5 | 89,5 | 80,7 | 70,3 | 80,8  | 962,9 |

## Administration
| Période                                  | Période  | Identité           | Étiquette                                    | Qualité |
| ---------------------------------------- | -------- | ------------------ | -------------------------------------------- | ------- |
| 1982                                     | 1991     | Émilien Michaud    | Maire de Saint-Jean-Baptiste-de-l'Isle-Verte |         |
| 1991                                     | 1993     | Gilles Moreau      | Maire de Notre-Dame-du-Portage               |         |
| 1993                                     | 1998     | Jos Roy            | Maire de Saint-Modeste                       |         |
| 1998                                     | 2002     | Jacques M. Michaud | Maire de Saint-Georges-de-Cacouna            |         |
| 2002                                     | En cours | Michel Lagacé      | Maire de Saint-Cyprien                       |         |
| Les données manquantes sont à compléter. |          |                    |                                              |         |

## Paysages

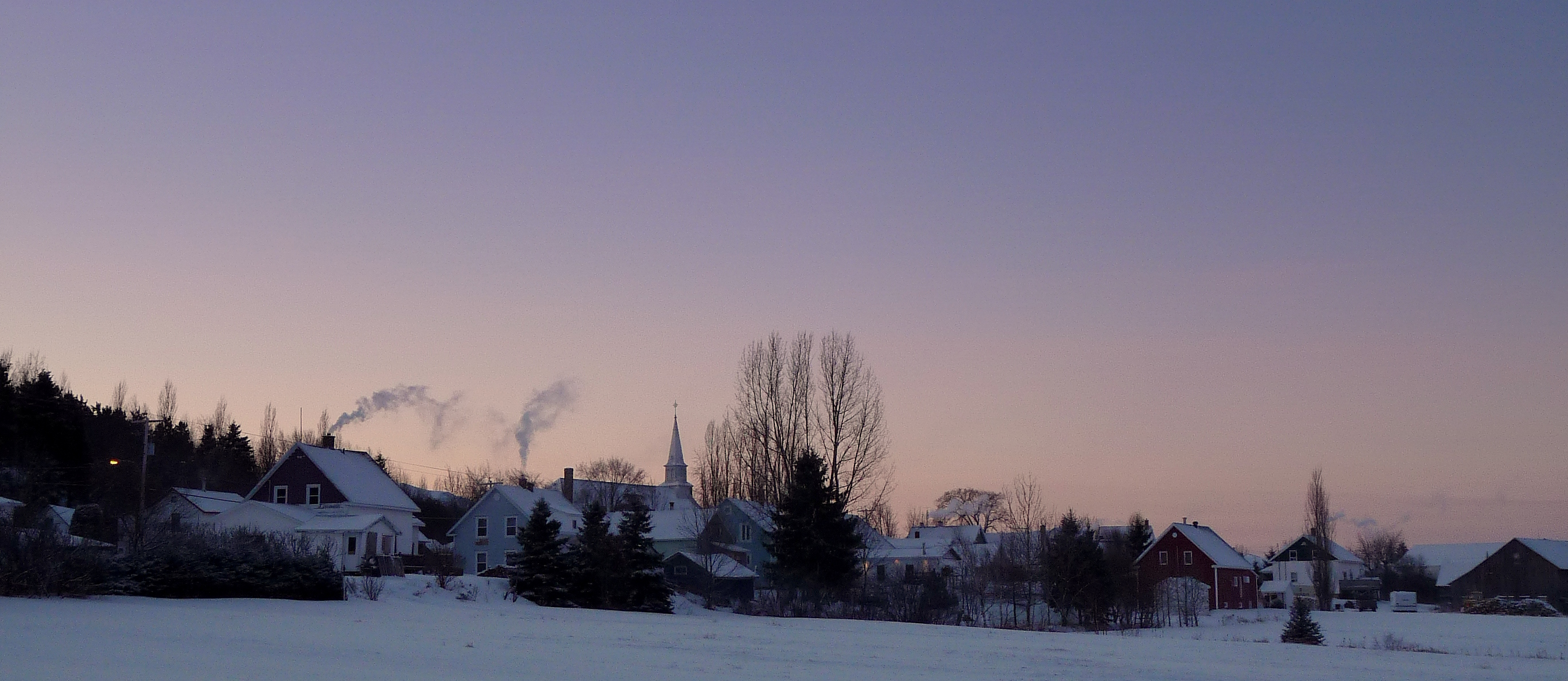
Vue du village de Saint-Épiphane
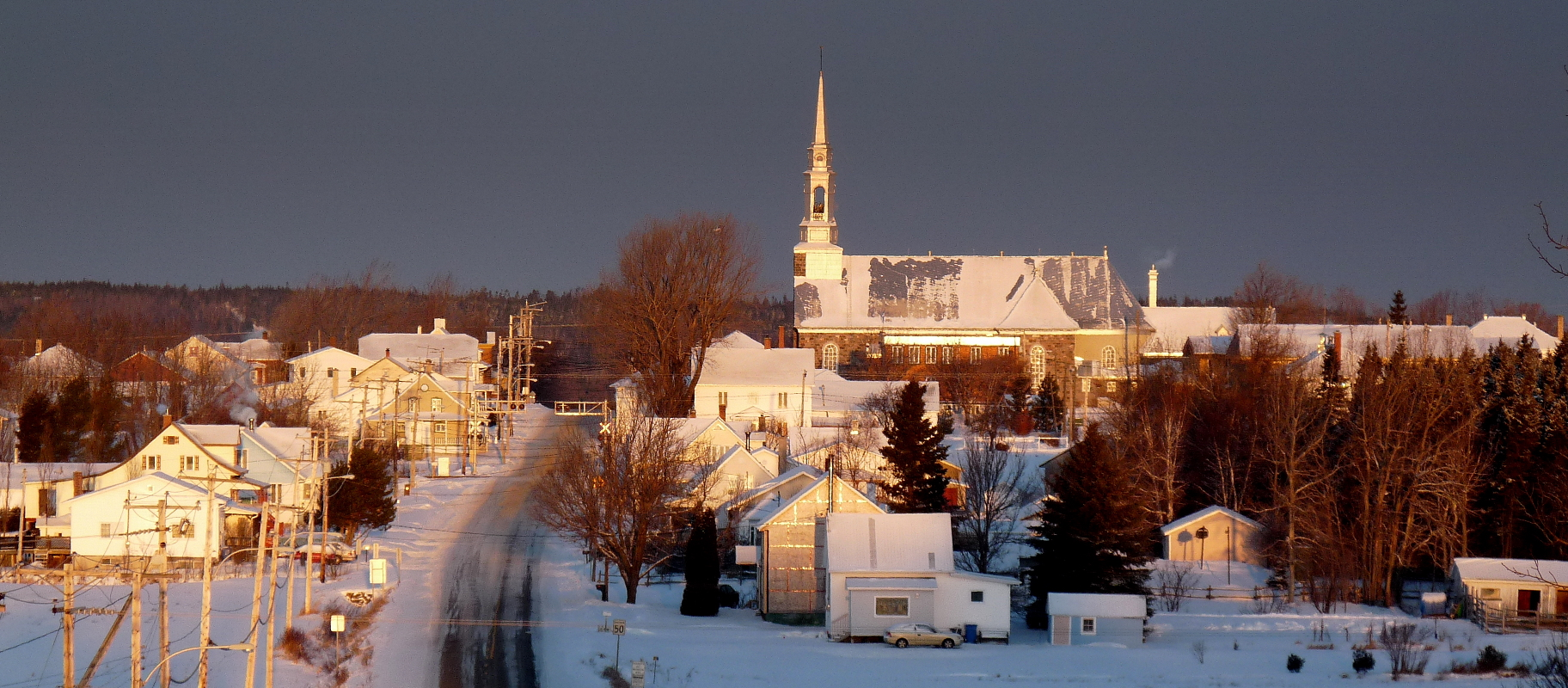
Vue du village de Saint-Arsène
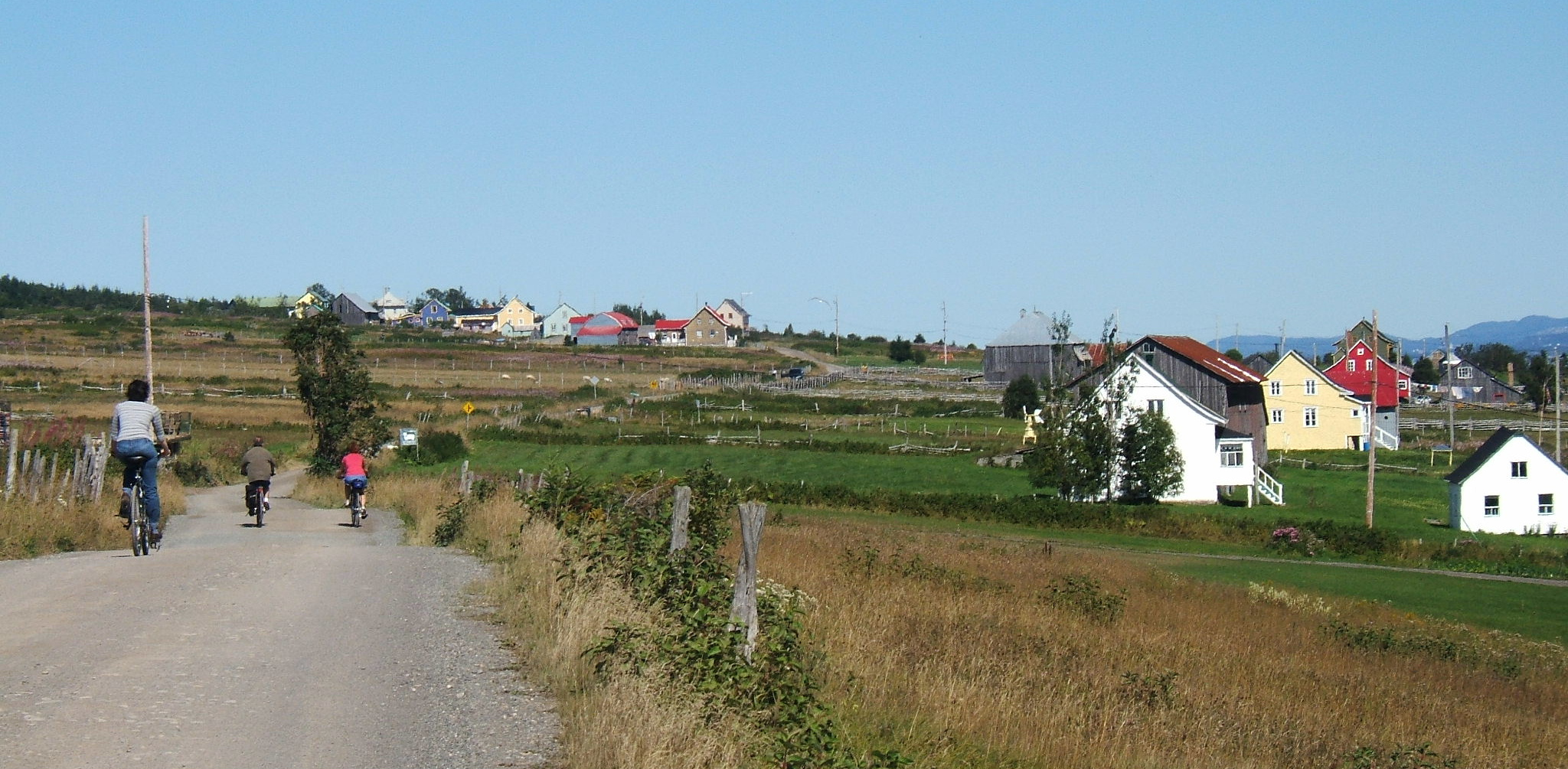
l'île Verte, dans la MRC de Rivière-du-Loup, est la seule île habitée du Bas-Saint-Laurent
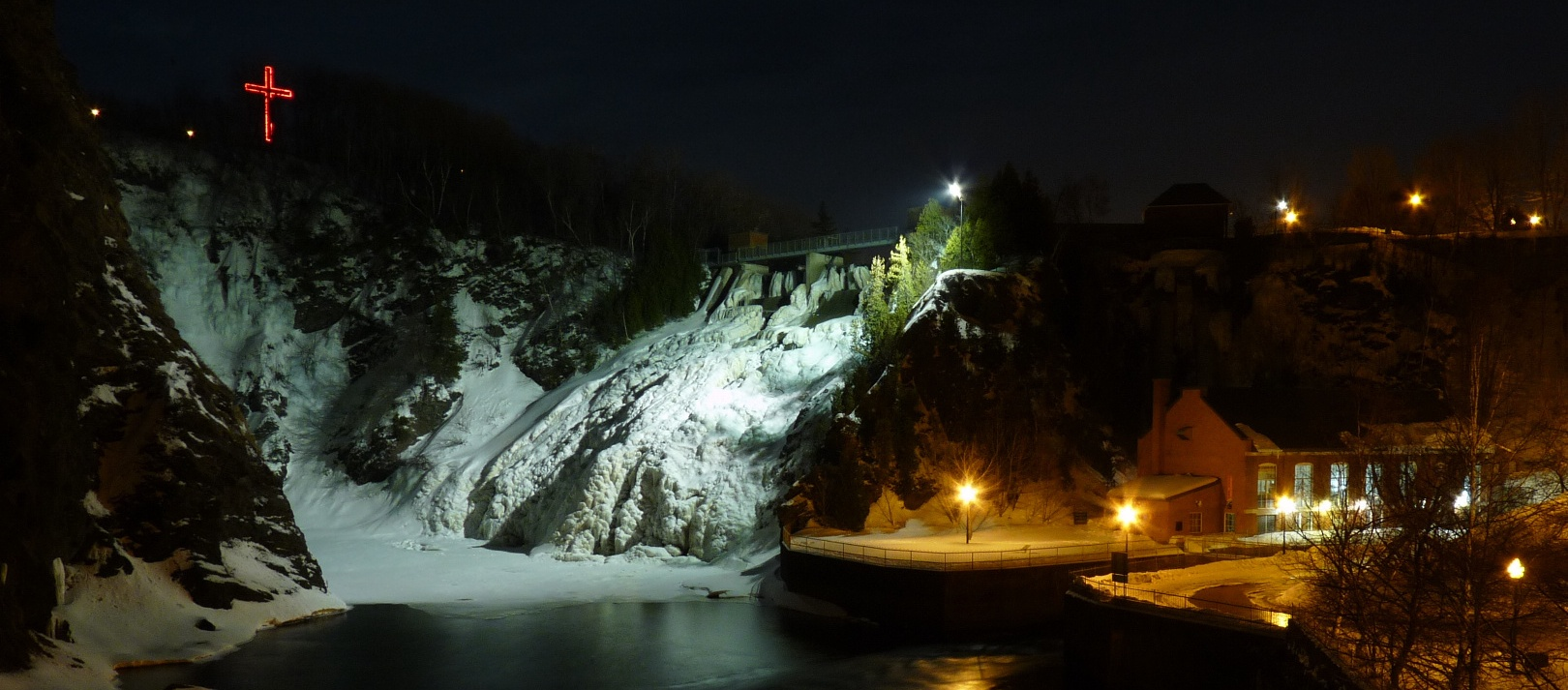
le parc des Chutes, au centre-ville de Rivière-du-Loup
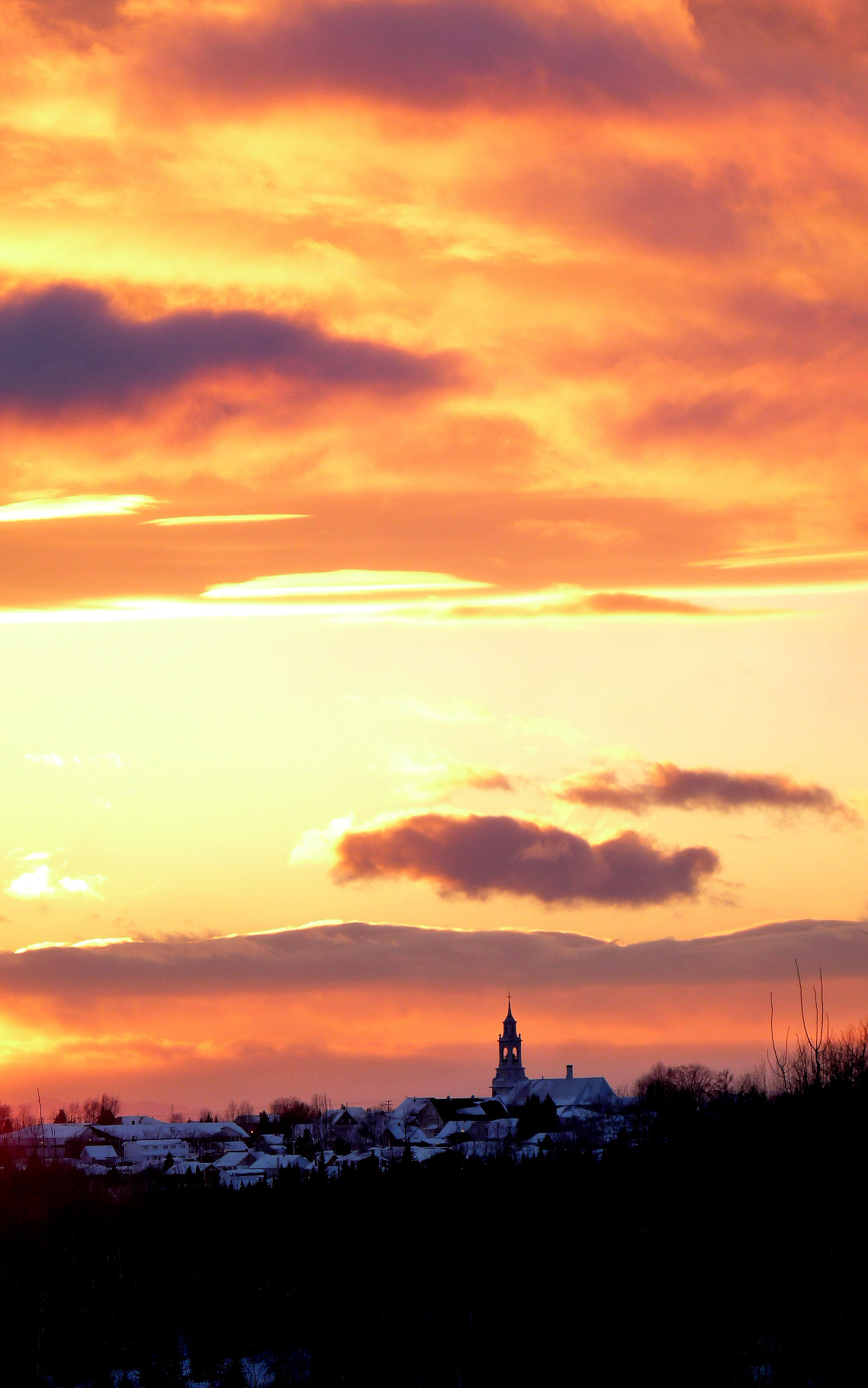
Vue du village de Saint-Antonin à partir du 3e rang